# SimpleTest
SimpleTest é um framework para testes unitários de código-fonte aberto feito em PHP e foi criado por Marcus Baker.
A estrutura do teste é similar ao JUnit/PHPUnit.

### Add Ons
- SimpleMail
- fakemail
- simpletestxul - XUL frontend for running tests